# Harpegnathos venator
Harpegnathos venator – gatunek mrówek z plemienia Ponerini.
Harpegnathos venator, opisany przez Smitha w 1858 roku, należy do podrodziny Ponerinae. Wyraźnie rozwinięte oczy oraz wydłużone, zakrzywione szczęki są adaptacjami umożliwiającymi precyzyjne chwytanie zdobyczy, przy czym zdolność do wykonywania skoków stanowi dodatkowy mechanizm ułatwiający zarówno zdobywanie pokarmu, jak i obronę przed intruzami. Obecność H. venator została potwierdzona w regionach Azji Południowej, Południowo-Wschodniej, m.in. w północnych Indiach, Birmie czy Wietnamie, gdzie występuje głównie na obrzeżach lasów oraz w terenach o stosunkowo niskiej gęstości roślinności. Struktura społeczna kolonii H. venator odznacza się niewielką liczebnością, typową dla wielu przedstawicieli Ponerinae.